# Diastrofismo
El diastrofismo, tectonicismo o tectónica es el conjunto de procesos y fenómenos geológicos de deformación, alteración y dislocación de la corteza terrestre por efecto de las fuerzas tectónicas.
Teoría geomorfológica que atribuye el origen de algunos fenómenos de erosión así como de las formas que de ellos se deriven a una serie de deformaciones lentas o torcimientos de la corteza terrestre.
Por oposición al catastrofismo, el diastrofismo explica las deformaciones terrestres por fenómenos de curvatura y de plegamiento extremadamente lentos. En ciertos casos se trata de epirogénesis: el levantamiento o el hundimiento de la corteza abarca extensiones muy grandes; el radio de curvatura de las deformaciones se hace entonces muy grandes y los declives tienen escasa pendiente. En otros casos, las deformaciones son mucho más importantes, aunque netamente localizadas. Se trata entonces de orogénesis, proceso que ha dado lugar a la formación de grandes cordilleras. En la epirogénesis el fenómeno fundamental es el ascenso o descenso de grandes superficies; en la orogénesis, el plegamiento y fractura a escala cortical.
La causa principal por la que se produce el diastrofismo es el desplazamiento de las placas tectónicas, debido, entre otras causas, a la convección del manto. 